# نيكون 1 إس 1
نيكون 1 اس 1' (بالإنجليزية: Nikon 1 S1)‏ كاميرا احترافية من إنتاج شركة نيكون 10.10 وطرحت في السوق في فبراير 2013 